# Pi (wiskunde)

De eerste decimalen van het getal π

Het getal π, soms geschreven als pi, is een wiskundige constante, met in decimale notatie de getalswaarde 3,141 592 653... Het getal is de verhouding tussen de omtrek en de diameter van een cirkel. Het getal π komt voor in veel verschillende formules binnen de wiskunde en natuurkunde. Het is een irrationaal getal, wat inhoudt dat het niet exact als een breuk kan worden geschreven. Het betekent ook dat het een oneindig aantal decimalen heeft, zonder repetitieve gedeelten.
Al duizenden jaren proberen geleerden en wiskundigen de eigenschappen van het getal π te doorgronden. In vroege beschavingen, zoals het Oude Egypte en Babylonië, werd π al gebruikt voor praktische berekeningen. De Griekse wiskundige Archimedes gaf rond 250 v. Chr. met behulp van een simpel algoritme een opmerkelijk nauwkeurige benadering van π.
Na de ontwikkeling van de differentiaalrekening werd het mogelijk om π met zeer grote precisie te benaderen, genoeg voor praktische wetenschappelijke toepassingen. Desondanks zochten wiskundigen en informatici in de 20e en 21e eeuw naar alternatieve manieren om π nog preciezer te benaderen. Dankzij de toegenomen rekenkracht van computers konden uiteindelijk vele miljarden decimalen worden uitgerekend.
Omdat de definitie van π samenhangt met een cirkel, speelt het getal een centrale rol in de meetkunde en goniometrie. Het getal duikt daarnaast op in formules uit andere wetenschappen, zoals kosmologie, thermodynamica, elektromagnetisme en statistiek. Door zijn alomtegenwoordigheid is π een van de bekendste wiskundige constanten, en is het doorgedrongen in internet- en populaire cultuur.

## Symbool
Het symbool π is de kleine letter pi uit het Griekse alfabet (overeenkomend met de Latijnse p). Dit symbool werd door Engelse wiskundigen William Oughtred in 1647, en Isaac Barrow in 1664 al gebruikt als afkorting van het Griekse woord περιφέρεια, periphereia, = omtrek van een ronde vorm. De verhouding tussen diameter en omtrek gaven zij aan als δ/π waarbij δ verwees naar de diameter.
In het boek A New Introduction to Mathematics van William Jones van 1706 werd de Griekse letter π het eerst gebruikt als aanduiding voor de verhouding tussen omtrek en diameter, de wiskundige constante pi. De notatie werd echter pas echt algemeen toen Leonhard Euler die in 1737 overnam. Tegenwoordig wordt π gebruikt in vrijwel elk wiskunde- en natuurkundeboek.
De kleine letter π dient niet verward te worden met de hoofdletter ∏. Deze laatste wordt in de wiskunde in een geheel andere betekenis gebruikt, namelijk voor een product van een rij getallen.

## Definitie

De omtrek van een wiel is gelijk aan 3,141 592 6... maal zijn diameter. Deze verhouding wordt π (pi) genoemd.

Het getal π is het getal dat we krijgen wanneer we de omtrek van een cirkel delen door de diameter van die cirkel. De diameter van een cirkel is gemakkelijk te meten met een liniaal, in tegenstelling tot de omtrek, omdat die niet recht is.
De animatie toont hoe π experimenteel kan worden bepaald. De diameter van de cirkel is 1 genomen. Als de cirkel wordt afgerold, blijkt de omtrek van de cirkel ruim driemaal de diameter te zijn. Bij iedere cirkel is de verhouding tussen omtrek en diameter hetzelfde, en die grootheid noemen we dus π.

## Eigenschappen

### Irrationaliteit
De wiskundige constante π is een irrationaal getal. Dit houdt in dat π niet als een verhouding van twee hele getallen, dus als een eindige breuk, is te schrijven. Dat betekent dat in de decimale voorstelling van π geen zich herhalende periode voorkomt, zoals bij een rationaal getal als de breuk 22/7 wel het geval is: 3,142 857 142 857... De waarde van π kan in decimale notatie wel benaderd worden, maar de reeks cijfers achter de komma bevat geen herhalend patroon.
Er bestaan verschillende bewijzen die aantonen dat π irrationaal is. Het vroegste bewijs werd gegeven door Johann Heinrich Lambert in 1761, en berust op een goniometrische kettingbreuk. Andere bewijzen, die voornamelijk in de 19e en 20e werden ontwikkeld, maken gebruik van differentiaal- en integraalrekening. De mate waarin π kan worden benaderd door rationale getallen is onbekend; schattingen wijzen uit dat deze mate groter is dan die van e of {\displaystyle \ln 2} maar kleiner dan Liouville-getallen.

### Transcendentie

Omdat π een transcendent getal is, is het onmogelijk om met een passer en liniaal in een eindig aantal stappen een vierkant te construeren met exact dezelfde oppervlakte als een gegeven cirkel.

Een deel van de irrationale getallen is transcendent en ook π blijkt dat te zijn. Dit betekent dat dit getal niet is te schrijven als oplossing van een algebraïsche vergelijking met een eindig aantal termen. Daaruit volgt tevens dat er geen constructie met passer en liniaal bestaat om een rechte lijn te construeren die lengte π heeft. Heel anders dan een getal als √2, dat wel irrationaal maar niet transcendent is, en daarom wel geconstrueerd kan worden: de schuine zijde van een eenvoudig te construeren gelijkbenige rechthoekige driehoek met rechte zijde 1 heeft de lengte √2. Met {\displaystyle \pi } is iets dergelijks onmogelijk.
Een deel van de transcendente getallen is bovendien een normaal getal. Dat betekent dat in de decimale ontwikkeling van het getal de cijfers van 0 tot en met 9 even vaak voorkomen, maar ook elke willekeurige cijfercombinatie even vaak voorkomt als elke andere willekeurige cijfercombinatie van gelijke lengte. Er is een ontzaglijk aantal decimalen van π berekend en iedere daarop losgelaten statistische toets geeft als resultaat dat dit inderdaad het geval lijkt te zijn. Het is echter niet streng bewezen dat π inderdaad een normaal getal is.
Het veel lastiger bewijs dat π transcendent, ofwel niet-algebraïsch is, volgde ruim een eeuw later in 1882. Ferdinand von Lindemann gaf dit bewijs. Hij bewees daartoe dat er geen polynoom met gehele coëfficiënten bestaat met π als nulpunt. Daardoor is het onmogelijk om in een eindig aantal stappen door constructie met passer en liniaal een vierkant te construeren waarvan de oppervlakte gelijk is aan die van een gegeven cirkel. Met passer en liniaal kunnen alleen algebraïsche getallen worden geconstrueerd, maar niet alle. {\displaystyle {\sqrt[{\text{3}}]{2}}} is een algebraïsch getal, maar kan niet met passer en liniaal worden geconstrueerd.

## Formules waarinπvoorkomt

### Algemeen
- Benadering voor n-faculteit met de formule van Stirling (1730)

{\displaystyle n!\sim {\sqrt {2\pi n}}\left({\frac {n}{e}}\right)^{n}} of {\displaystyle \ln(n!)\sim \left(n+{\tfrac {1}{2}}\right)\ln(n)-n+{\tfrac {1}{2}}\ln(2\pi )}
- Identiteit van Euler (1740)

{\displaystyle e^{i\pi }+1=0}
- Integraal

{\displaystyle {\sqrt {\pi }}=\int _{-\infty }^{\infty }e^{-x^{2}}dx} in de normale verdeling
- Met inverse trigonometrische functies:

{\displaystyle {\frac {\pi }{4}}=\arctan(1)} en {\displaystyle {\frac {\pi }{4}}=\arcsin({\tfrac {1}{2}}{\sqrt {2}})} want {\displaystyle \tan(45^{\circ })=1}, {\displaystyle \sin(45^{\circ })=\cos(45^{\circ })=1/2^{1/2}}.

### Meetkunde
In de meetkunde hebben formules waarin π voorkomt meestal met een cirkel, ellips of bol te maken. Deze figuren komen in de cilinder en de kegel terug. De volgende formules kunnen worden gebruikt om met behulp van de straal, of de halve assen voor een ellips, van een meetkundig object de andere grootheden uit te rekenen.

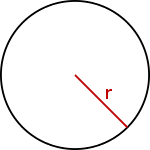
Cirkel met straal r
hoek 360° = 2 π rad
omtrek {\displaystyle O=2\pi r}
oppervlakte {\displaystyle A=\pi r^{2}}

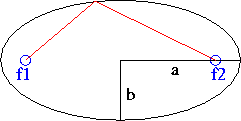
Ellips met halve assen a en b
oppervlakte {\displaystyle A=\pi ab}
Bol met straal r
inhoud {\displaystyle V={\frac {4}{3}}\pi r^{3}}
oppervlakte {\displaystyle A=4\pi r^{2}}
Cilinder met straal r en hoogte h
inhoud {\displaystyle V=\pi r^{2}h}
oppervlakte {\displaystyle A=2\pi r^{2}+2\pi rh}
Kegel met grondvlakstraal r en hoogte h
inhoud {\displaystyle V={\frac {1}{3}}\pi r^{2}h}
oppervlakte {\displaystyle A=\pi r(r+{\sqrt {h^{2}+r^{2}}})}

### Getaltheorie
De kans dat twee willekeurig gekozen gehele getallen relatief priem zijn, is 6/π2. Dit volgt uit de getaltheorie.
Het gemiddelde aantal manieren om een positief, geheel getal te schrijven als de som van twee kwadraatgetallen, waarbij de volgorde van belang is, is π/4.

## Schattingen en benaderingen

### Met breuken
- Voor de praktijk van de berekening van omtrekken en oppervlakten van cirkels heeft men al vroeg in de oudheid schattingen gemaakt. Van de vermeldingen op een kleitablet uit Babylonië uit de 19e eeuw voor Christus valt een verhouding tussen omtrek en diameter van een cirkel af te leiden die overeenkomt met een waarde voor π van 25/8 = 3,125. Uit een rekenopgave in het oudst bekende rekenboek ter wereld, de Rhind-papyrus van de Egyptenaar Ahmose, valt uit de gevonden oppervlakte en diameter van een cirkel een waarde voor π af te leiden van (16/9)2 = 3,1604... Dit rekenboek is ongeveer even oud als genoemd kleitablet. Bij beide schattingen komen de eerste twee cijfers overeen met die van π, waarbij de Babylonische ongeveer evenveel te laag uitvalt als de Egyptische schatting te hoog is. Uit beschrijvingen in de Bijbel, 2 Kronieken 4:2[9] en 1 Koningen 7:23,[10] waarin vermeld staat dat Salomo rond 950 v.Chr. voor de bouw van de tempel een groot bronzen bekken liet maken: een bekken van gegoten brons, vijf el hoog, met een middellijn van tien el en een omtrek van dertig el valt een verhouding tussen omtrek en diameter van een cirkel af te leiden die overeenkomt met een waarde voor π van 30/10 = 3, aanzienlijk grover dan wat hun buren duizend jaar eerder als schatting gebruikten.[11]
- Een veel gebruikte benadering is de breuk 22/7 = 3,142 857 142 857... Daarvan zijn drie cijfers goed, maar je moet er ook drie cijfers voor onthouden. In de tijd van het rekenen op papyrus/perkament was deze eenvoudige breuk echter heel handig – en veelal ook voldoende nauwkeurig. Ook voor hoofdrekenen kan deze eenvoudige breuk goed als schatting gebruikt worden. Deze breuk werd al door Archimedes gebruikt, zie onder.
- Een veel nauwkeuriger breuk is 355/113 = 3,141 592 92... Deze breuk heet wel het getal van Metius, omdat Adriaan Metius senior deze schatting vond, maar dezelfde breuk was elf eeuwen eerder al door de Chinese wiskundige Zu Chongzhi gevonden.
- {\displaystyle \scriptstyle \pi ^{4}\ \approx \ 2143/22} is een ingenieus ezelsbruggetje van Srinivasa Aaiyangar Ramanujan, omschreven als:
Neem het getal "1234". Draai tweemaal twee cijfers om, zodat het getal "2143" ontstaat.
Deel dat getal door tweeëntwintig (2143/22 = 97,409 0909).
Neem van het resultaat tweemaal de tweedemachtswortel.
De uitkomst is het getal: 3,141 592 652 58...
Deze benadering valt te herschrijven tot {\displaystyle \scriptstyle \pi \ \approx \ {\sqrt {\sqrt {97+9/22}}}}; de formule bevat dan slechts 5 cijfers voor een benadering met 9 juiste cijfers.
- Tot de π-folklore behoort 3 + 4/28 – 1/(790 + 5/6) = 3,141 592 6539 ..., gebruikmakend van de tien cijfers 0 tot en met 9.[12]

### Met limieten
π is de helft van de omtrek van de eenheidscirkel en daarom groter dan de helft van de omtrek van een regelmatige {\displaystyle n}-hoek waarvan de omgeschreven cirkel de eenheidscirkel is:
{\displaystyle n\sin \left({\frac {\pi }{n}}\right)<\pi }.
π is kleiner dan de helft van de omtrek van een regelmatige {\displaystyle n}-hoek waarvan de ingeschreven cirkel de eenheidscirkel is:
{\displaystyle \pi <n\tan \left({\frac {\pi }{n}}\right)}.
Hoe groter {\displaystyle n}, des te nauwkeuriger is de insluiting
{\displaystyle n\sin \left({\frac {\pi }{n}}\right)<\pi <n\tan \left({\frac {\pi }{n}}\right)}
Bij vroege toepassingen hiervan werden voor de onder- en bovengrens uiteraard niet deze uitdrukkingen, maar vaak in essentie de bovengenoemde omschrijvingen gebruikt.
In de limiet is zowel het verschil tussen de ondergrens en {\displaystyle \pi } als het verschil tussen de bovengrens en {\displaystyle \pi } evenredig met {\displaystyle n^{-2}}, en als {\displaystyle n} steeds wordt verdubbeld wordt de wijdte van de insluiting inderdaad al gauw steeds ongeveer viermaal zo klein. Verder is de ondergrens al gauw steeds ongeveer tweemaal zo nauwkeurig als de bovengrens.
π is ook de oppervlakte van de eenheidscirkel en daarom groter dan de oppervlakte van een regelmatige {\displaystyle n}-hoek waarvan de omgeschreven cirkel de eenheidscirkel is. Deze oppervlakte is voor even {\displaystyle n} gelijk aan de bovengenoemde ondergrens (omtrek) voor een half zo grote {\displaystyle n}.
π is kleiner dan de oppervlakte van een regelmatige {\displaystyle n}-hoek waarvan de ingeschreven cirkel de eenheidscirkel is. Deze oppervlakte is gelijk aan de omtrek.
Voor even {\displaystyle n} is dus de insluiting op basis van oppervlakten:
{\displaystyle {\frac {n}{2}}\sin \left({\frac {2\pi }{n}}\right)<\pi <n\tan \left({\frac {\pi }{n}}\right)}
Hierbij is de nauwkeurigheid van de ondergrens voor niet al te kleine {\displaystyle n} ongeveer half zo groot als die van de bovengrens in plaats van tweemaal zo groot. Bij dezelfde {\displaystyle n} is de wijdte van de insluiting op basis van oppervlakten daardoor ongeveer tweemaal die op basis van omtrekken.

### Anders
- Kochański (1685) en Mascheroni (1797) benaderden π met meetkundige constructies: 3,141533 / 3,142399.

## Decimale ontwikkeling
In plaats van breuken en ezelsbruggetjes konden in berekeningen ook decimale getallen gebruikt worden, toen die weergave van getallen eenmaal ingeburgerd was (waarbij Simon Stevin een grote rol gespeeld heeft). Voor simpel decimaal rekenen op papier is 3,14 (drie komma veertien) meestal goed genoeg, maar een stuk beter is 3,1416 (laatste cijfer omhoog afgerond). Als het preciezer moet, hebben rekenmachines meestal π als knopje, waarachter π in 8 tot 30 decimalen opgeslagen is. Ook in spreadsheets en programmeertalen zit π veelal standaard ingebouwd, bij een wiskundige programmeertaal als Maple of Mathematica kan zelfs met elk gewenst aantal decimalen gerekend worden.
Zoals boven vermeld is π een irrationaal getal en dus niet exact weer te geven. Hieronder wordt de decimale ontwikkeling na 1000 decimalen afgekapt:
```
3,14159 26535 89793 23846 26433 83279 50288 41971 69399 37510
  58209 74944 59230 78164 06286 20899 86280 34825 34211 70679
  82148 08651 32823 06647 09384 46095 50582 23172 53594 08128
  48111 74502 84102 70193 85211 05559 64462 29489 54930 38196
  44288 10975 66593 34461 28475 64823 37867 83165 27120 19091

  45648 56692 34603 48610 45432 66482 13393 60726 02491 41273
  72458 70066 06315 58817 48815 20920 96282 92540 91715 36436
  78925 90360 01133 05305 48820 46652 13841 46951 94151 16094
  33057 27036 57595 91953 09218 61173 81932 61179 31051 18548
  07446 23799 62749 56735 18857 52724 89122 79381 83011 94912

  98336 73362 44065 66430 86021 39494 63952 24737 19070 21798
  60943 70277 05392 17176 29317 67523 84674 81846 76694 05132
  00056 81271 45263 56082 77857 71342 75778 96091 73637 17872
  14684 40901 22495 34301 46549 58537 10507 92279 68925 89235
  42019 95611 21290 21960 86403 44181 59813 62977 47713 09960

  51870 72113 49999 99837 29780 49951 05973 17328 16096 31859
  50244 59455 34690 83026 42522 30825 33446 85035 26193 11881
  71010 00313 78387 52886 58753 32083 81420 61717 76691 47303
  59825 34904 28755 46873 11595 62863 88235 37875 93751 95778
  18577 80532 17122 68066 13001 92787 66111 95909 21642 01989 ...

```

De eerste miljoen decimalen van π en 1/π zijn beschikbaar gemaakt door het project Gutenberg.

## Geschiedenis
Hierboven werden al wat schattingen genoemd die gebaseerd zijn op geschriften uit de oudheid. Iets heel anders dan een schatting zijn rekenmethodes die een benadering van π als uitkomst geven.

### Veelhoeken

Cirkel met in- en omgeschreven veelhoeken

- De Griekse wiskundige Archimedes (Άρχιμήδης, 287–212 v.Chr.) was de eerste die het probleem wiskundig aanpakte, daarom werd pi soms constante van Archimedes genoemd. Hij redeneerde aldus: de omtrek van een ingeschreven regelmatige n-hoek is altijd kleiner dan de omtrek van de cirkel, terwijl de omtrek van een omgeschreven n-hoek altijd groter is. Hoe groter n genomen wordt, des te nauwkeuriger zijn zowel een onder- als een bovengrens voor de omtrek van de cirkel, π dus, bekend. Archimedes begon met zeshoeken, maar berekende uiteindelijk de omtrek van in- en omgeschreven 96-hoeken. Zo vond Archimedes dat π moest zitten tussen 223/71 en 22/7. Met het voor berekeningen zeer onhandige Griekse getalsysteem is dat een heel nauwkeurig resultaat. Het gemiddelde van die twee kon als redelijke schatting genomen worden. Decimaal geschreven is dat 3,141851...
- In de eeuwen daarna werd π ook berekend in India en China. Rond 265 gebruikte ook de Chinese wiskundige Liu Hui veelhoeken om π te berekenen. Hij nam een 3072-hoek en kwam, in decimale notatie, tot 3,141 589 4...

De berekening van Liu Hui komt neer op
{\displaystyle {\begin{aligned}\pi \approx A_{3072}&{}=768{\sqrt {2-{\sqrt {2+{\sqrt {2+{\sqrt {2+{\sqrt {2+{\sqrt {2+{\sqrt {2+{\sqrt {2+{\sqrt {2+1}}}}}}}}}}}}}}}}}}\\&{}=3{,}1415894...\end{aligned}}}
- Ludolph van Ceulen berekende met veelhoeken de eerste 35 decimalen, al publiceerde hij er maar 32 (Van den Cirkel, Delft, 1596). Zijn vrouw heeft ze op zijn grafsteen laten beitelen.[13] Pi werd daarom soms getal van Ludolph of ook wel het Ludolfiaans getal genoemd.

### Formules
De methode van Archimedes en navolgers is een iteratief proces: Archimedes moest eerst voor de zeshoek de resultaten berekenen, die werden gebruikt om uitkomsten voor de twaalfhoek te kunnen berekenen, die weer nodig waren om de 24-hoek te berekenen, et cetera.
Viète was in 1593 de eerste die met een echte formule kwam, die naar wens verlengd kon worden om tot een nauwkeuriger uitkomst te komen:
{\displaystyle {\frac {2}{\pi }}={\frac {\sqrt {2}}{2}}\cdot {\frac {\sqrt {2+{\sqrt {2}}}}{2}}\cdot {\frac {\sqrt {2+{\sqrt {2+{\sqrt {2}}}}}}{2}}\cdots }
Hij berekende {\displaystyle \pi } nog in 12 decimalen. Zowel de methode van Archimedes als de formule van Viète bevatten wortels. Worteltrekken is met pen en papier tamelijk tijdrovend, daarom zocht men naar formules die geen wortels bevatten. Daarin slaagden kort na elkaar Wallis (1656) en Leibniz, maar hun formules convergeerden zo langzaam naar {\displaystyle \pi } dat er geen tijdwinst mee geboekt werd. Het oneindige product van Wallis is:
{\displaystyle {\frac {\pi }{2}}={\frac {2}{1}}\cdot {\frac {2}{3}}\cdot {\frac {4}{3}}\cdot {\frac {4}{5}}\cdot {\frac {6}{5}}\cdot {\frac {6}{7}}\cdot {\frac {8}{7}}\cdot {\frac {8}{9}}\cdots }
In 1656 vond William Brouncker een formule voor {\displaystyle \pi } als een kettingbreuk:
{\displaystyle {\frac {\pi }{4}}={\cfrac {1}{1+{\cfrac {1^{2}}{2+{\cfrac {3^{2}}{2+{\cfrac {5^{2}}{2+{\cfrac {7^{2}}{2+{\cfrac {9^{2}}{2+\ddots }}}}}}}}}}}}}

### Reeksen
Leibniz was de eerste die een reeksontwikkeling voor π publiceerde en al gauw werden allerlei andere reeksen gevonden:
- Leibniz (1674): {\displaystyle {\frac {\pi }{4}}=\arctan(1)={\tfrac {1}{1}}-{\tfrac {1}{3}}+{\tfrac {1}{5}}-{\tfrac {1}{7}}+\cdots =\sum _{n=0}^{\infty }\ {\frac {(-1)^{n}}{2n+1}}}
- (reeks 2:)  {\displaystyle {\frac {\pi ^{2}}{12}}={\frac {1}{1^{2}}}-{\frac {1}{2^{2}}}+{\frac {1}{3^{2}}}-{\frac {1}{4^{2}}}+\cdots =\sum _{n=0}^{\infty }\ {\frac {(-1)^{n}}{(n+1)^{2}}}}
- Euler (1741):  {\displaystyle {\frac {\pi ^{2}}{6}}={\frac {1}{1^{2}}}+{\frac {1}{2^{2}}}+{\frac {1}{3^{2}}}+{\frac {1}{4^{2}}}+\cdots =\zeta (2)=\sum _{n=1}^{\infty }{\frac {1}{n^{2}}}}
- (reeks 4:)  {\displaystyle {\frac {\pi ^{2}}{8}}=1+{\frac {1}{3^{2}}}+{\frac {1}{5^{2}}}+{\frac {1}{7^{2}}}+{\frac {1}{9^{2}}}+\cdots =\sum _{n=0}^{\infty }{\frac {1}{(2n+1)^{2}}}}
- (~Newton)  {\displaystyle {\frac {\pi }{6}}=\arcsin {\frac {1}{2}}} want sin(30o) = cos(60o) = 1/2;
- Machin (1706):  {\displaystyle {\frac {\pi }{4}}=4\arctan {\frac {1}{5}}-\arctan {\frac {1}{239}}}

Zoals hier genoteerd lijken de laatste twee formules geen reeks, maar een arcsinus of arctangens is altijd in reeksvorm te gieten (zie aldaar). De laatste reeks, die van John Machin, gebaseerd op de reeksontwikkeling {\displaystyle \arctan {\frac {1}{x}}={\frac {1}{x}}-{\frac {1}{3x^{3}}}+{\frac {1}{5x^{5}}}-\cdots }, bleek in het tijdperk vóór de rekenmachines geschikt om steeds meer decimalen van {\displaystyle \pi } te berekenen. Machin zelf ging tot 100 decimalen, de Sloveense wiskundige Jurij Vega berekende pas in 1789 de eerste 140 decimalen van π, waarvan er 126 correct waren. Dit was 50 jaar lang het wereldrecord (had genie Euler zich eerder vergist?).

### Convergentiesnelheid
Wanneer men bovenstaande zes reeksen tot tien en tot duizend termen uitrekent, wordt duidelijk welke reeks het snelste naar π gaat (convergeert):
| Reeks   | Benadering met 10 termen | Benadering met 1000 termen |
| ------- | ------------------------ | -------------------------- |
| Leibniz | 3,041 839 619            | 3,140 592 654              |
| 2       | 3,132 977 195            | 3,141 591 700              |
| Euler   | 3,049 361 636            | 3,140 638 057              |
| 4       | 3,109 625 458            | 3,141 274 328              |
| Newton  | 3,141 592 647            | 3,141 592 654              |
| Machin  | 3,141 592 654            | 3,141 592 654              |

De snelheid van convergentie van de eerste vier reeksen is dus tamelijk laag, reeks 2 is volgens beide kolommen de nauwkeurigste. Van de 5e reeks zijn 13 termen voldoende voor een nauwkeurigheid van 9 decimalen, van de 6e reeks 6 termen. Bij deze twee reeksen is de limiet van het quotiënt van twee opeenvolgende termen in absolute waarde kleiner dan 1, wat een snelle convergentie garandeert.
Met deze eigenschap in gedachten zijn reeksen ontwikkeld die nog sneller convergeren, zoals:
{\displaystyle {\frac {1}{\pi }}={\frac {163\cdot 8\cdot 27\cdot 7\cdot 11\cdot 19\cdot 127}{640320^{3/2}}}\cdot \sum _{n=0}^{\infty }\left({\frac {13591409}{163\cdot 2\cdot 9\cdot 7\cdot 11\cdot 19\cdot 127}}+n\right)} {\displaystyle {\frac {(6n)!}{(3n)!\ {n!}^{3}}}{\frac {(-1)^{n}}{640320^{3n}}}}
Eerste term (n=0) is {\textstyle \pi \approx } 6403203/2/12/13591409 = 3,141592654. Per extra term van de sommatie wordt de benadering 14 cijfers nauwkeuriger.

### Moderne methoden
Rond 1973 ontdekten onafhankelijk van elkaar Eugène Salamin en Richard Brent dat ouder werk van Gauss, het algoritme van Gauss-Legendre, ook gebruikt kon worden om π te benaderen. Bij alle eerdere methoden leverde iedere stap hetzelfde aantal nieuwe decimalen op, maar bij Brent en Salamin verdubbelde het aantal decimalen bij elke stap. Na slechts 25 stappen zijn er al 45 miljoen correcte decimalen bekend. Als vervolg op dit werk zijn iets ingewikkelder methoden gevonden, waarbij per stap viermaal of negenmaal zoveel decimalen correct zijn.

### Hetn-de cijfer
In 1996 ontdekte Simon Plouffe in samenwerking met David H. Bailey en Peter Borwein een nieuwe formule voor π als oneindige reeks, ook wel de BBP-reeks genaamd:
{\displaystyle \pi =\sum _{k=0}^{\infty }{\frac {1}{16^{k}}}\left({\frac {4}{8k+1}}-{\frac {2}{8k+4}}-{\frac {1}{8k+5}}-{\frac {1}{8k+6}}\right)}
Voor de negentiende eeuw zou dit een aardig snelle methode zijn geweest, maar het curieuze is dat deze formule het mogelijk maakt om het n-de binaire of hexadecimale cijfer van π te berekenen zonder daarvoor eerst alle voorgaande cijfers te hoeven berekenen.

### Historisch overzicht van de benaderingen
| Wiskundige               | Tijd             | Decimalen | Bijzonderheden                                                               |
| ------------------------ | ---------------- | --------- | ---------------------------------------------------------------------------- |
| Egypte, Babylonië, India | 1900–1700 v.Chr. | 1         |                                                                              |
| Archimedes               | ca. 250 v.Chr.   | 3         | Benaderde pi door regelmatige veelhoeken                                     |
| Liu Hui                  | 263              | 5         | Vond 3,14159 (stelde dat 3,14 een goede benadering was).                     |
| Aryabhata, India         | in de 5e eeuw    | 4         |                                                                              |
| Zu Chongzhi              | ca. 480          | 7         | getal van Metius (1611), Holland                                             |
| Jamshid Masud Al-Kashi   | ca. 1424         | 16        | Vond pi in een zestigtallig talstelsel                                       |
| Ludolph van Ceulen       | 1596             | 35        | Zijn prestatie werd op zijn grafsteen in de Pieterskerk in Leiden gebeiteld. |
| Leonhard Euler           | 1748             | 127       | wereldrecord tot 1841                                                        |
| Jurij Vega               | 1789             | 126       | Berekende 140 decimalen waarvan 126 correct                                  |
| William Rutherford       | 1841             | 152       | Berekende 208 decimalen                                                      |
| William Shanks           | 1873             | 527       | Berekende 707 decimalen (decimaal 528 bleek fout te zijn)                    |
| D.F. Ferguson            | 1947             | 808       |                                                                              |
| John von Neumann         | 1949             | 2 037     | op de ENIAC                                                                  |

Tegenwoordig wordt het berekenen van π gebruikt om de snelheid van computers te onderzoeken. π werd in 2009 door Fabrice Bellard berekend op 2 699 999 990 000 decimalen (2,7 1012 cijfers) met een desktopcomputer. In 2010 scherpte de Japanner Shigeru Kondo dit record aan met een door de Amerikaan Alexander J. Yee geschreven programma tot 10 biljoen cijfers achter de komma (10 000 000 000 050).
Een Zwitsers team berekende in 2021 het record van 62,8 biljoen cijfers in 108 dagen en 9 uren.
In de meeste toepassingen waar berekeningen met pi moeten worden uitgevoerd, voldoet het getal pi met twaalf cijfers (elf achter de komma). Volgens de wiskundigen Jörg Arndt en Christoph Haenel kunnen met een pi-waarde van 39 cijfers tot op de nauwkeurigheid van de doorsnede van een atoom alle gewenste berekeningen in het universum worden uitgevoerd. Het nut van het blijven zoeken naar meer cijfers achter de komma is vooral voor het testen van supercomputers en analyse van algoritmen.

## Openstaande vragen
De dringendste openstaande vraag luidt: is π normaal? 'Normaal' betekent hier dat elke cijfergroep in de expansie van π even vaak voorkomt als bij een willekeurige keuze. Zo ja, dan zou π normaal moeten zijn in elke basis (met elk grondgetal), niet alleen in basis 10.
Als π inderdaad normaal is, dan zou dit betekenen dat in de decimalen van π elke willekeurige cijfergroep ergens voorkomt en dat dus ook elke tekst zoals "Hamlet" van Shakespeare, na omzetting in een cijfervolgorde, ergens in de decimalen van π voorkomt, zoals uitgelegd in de stelling van de eindeloos typende apen.
Bailey en Crandal toonden in 2000 aan dat de bovenstaande formule van Bailey, Borwein en Plouffe (en andere vergelijkbare formules) betekent dat de normaliteit van π in basis 2 en verschillende andere constanten gereduceerd kan worden als een mogelijke aanname voor chaostheorie. Zie de website van Bailey voor details.

## Trivia

### Met 'n versπleren onthouden
Mnemotechnieken om de cijfers van π te onthouden worden samen humoristisch aangeduid als Piphilologie. Het woord is een duidelijke woordspeling op pi zelf en het linguïstische onderzoeksgebied filologie. Het gaat om teksten, vaak gedichten, waarbij het aantal letters in ieder woord de opeenvolgende cijfers van π aangeeft.

#### Nederlands
Een Nederlands voorbeeld (de ij telt voor één letter):
Wie π voor 't eerst berekende
hij sterft nooit!
Of:
Wie U kent o getal, belangrijk en gepast,
vindt een rijker waarheid,
ankervast

#### Engels
How I wish I could recollect pi easily today
May I have a large container of coffee mummy and daddy?

### Muziek
Onder de titel Griekse tango schreef Drs. P een aan een pi-minnaar gewijd, dramatisch lied, dat onder meer te vinden is op Drs. P. Compilé sur CD. In dit lied bezingt hij de eerste acht decimalen: "Aldus vind ik 3,14159265".
Het nummer π van Kate Bush, bevat als niet-herhalend refrein de eerste 119 gezongen cijfers van pi, daarbij twee cijfers overslaand. Het nummer gaat over iemand met "a complete infatuation with the calculation of pi".
De metalband After the Burial heeft een nummer geschreven genaamd Pi (The Mercury God Of Infinity). Dit nummer bestaat uit een akoestische intro op gitaar, gevolgd door een breakdown gebaseerd op de eerste 71 decimalen van pi.

### π-monument

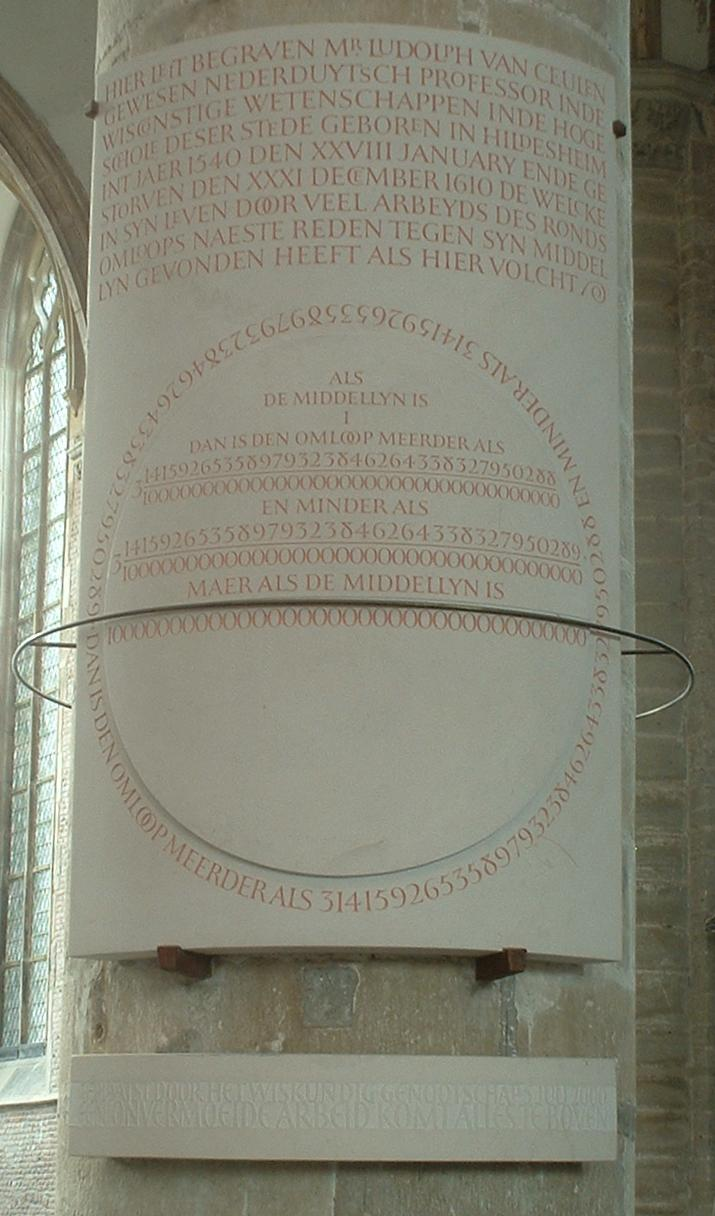
Monument voor π (pi) in de Pieterskerk in Leiden, van de hand van Cornelia Bakkum